# بني حميد (جبلة)

تعديل مصدري - تعديل

بني حميد محلة تابعة لقرية البود، التابعة لعزلة الربادي بمديرية جبلة إحدى مديريات محافظة إب في الجمهورية اليمنية، بلغ تعداد سكانها 132 حسب تعداد اليمن لعام 2004.